# Joël Chenal
Pour les articles homonymes, voir Chenal.
Joël Chenal, né le 10 octobre 1973 à Moûtiers, est un skieur alpin français dont la carrière s'est étendue de 1991 à 2009 au niveau international. Il s'est illustré essentiellement dans la discipline du slalom géant.
Il fait ses débuts en Coupe du monde en novembre 1995 et y remporte sa seule et unique victoire en décembre 1999 dans la station italienne d'Alta Badia devant les Autrichiens Hermann Maier et Rainer Salzgeber. Au cours de sa carrière, il remporte notamment une médaille d'argent en slalom géant aux Jeux olympiques de 2006 de Turin entouré du champion olympique Benjamin Raich et du troisième Hermann Maier.
En 2025, il est mis en cause pour des faits de violences sexuelles sur mineurs, profitant de son statut de champion pour approcher de jeunes adolescentes fragilisées, et suspendu par la Fédération française de ski, puis interdit d'exercer.

## Biographie
Né à Moutiers, capitale historique de la vallée de la Tarentaise, il grandit dans la station de La Rosière où son père, Émilien, est moniteur de ski alpin.

### Saison 1999-2000: première et unique victoire de Joël Chenal en Coupe du monde
Agé de 26 ans, il s'impose, le 19 décembre 1999, lors d'un slalom géant dans la station d'Alta Badia en Coupe du monde. Il s'agit du premier succès d'un Français dans cette discipline depuis Franck Piccard en 1993. Terminant septième de la première manche, il s'impose en devançant de 8 centièmes de seconde Hermann Maier et de 27 centièmes de seconde Rainer Salzgeber. Avant de connaître cette victoire, J. Chenal n'était jamais monté sur un podium en Coupe du monde mais avait connu plusieurs top-10 en slalom géant depuis 1997 et en slalom depuis 1998.

## Palmarès

### Jeux olympiques d'hiver
Joël Chenal a participé à trois éditions des Jeux olympiques d'hiver entre 1998 et 2006. Il y a pris quatre départs et a remporté la médaille d'argent dans le slalom géant de Turin en 2006.
| Épreuve / Édition      | Slalom géant | Slalom |
| ---------------------- | ------------ | ------ |
| JO 1998 Nagano         | Disqualifié  | 8e     |
| JO 2002 Salt Lake City | 21e          | —      |
| JO 2006 Turin          | Argent       | —      |

Légende :

 : deuxième place, médaille d'argent

— : Joël Chenal n'a pas participé à cette épreuve

### Championnats du monde
Joël Chenal a participé à cinq éditions des Championnats du monde entre 1999 et 2007. Il y a pris cinq départs, tous en slalom géant. Son meilleur résultat est une neuvième place à Saint-Moritz en 2003.
| Épreuve / Édition          | Slalom géant |
| -------------------------- | ------------ |
| Mondiaux 1999 Vail         | 22e          |
| Mondiaux 2001 Sankt Anton  | 11e          |
| Mondiaux 2003 Saint-Moritz | 9e           |
| Mondiaux 2005 Bormio       | Abandon      |
| Mondiaux 2007 Åre          | 22e          |

### Coupe du monde

#### Différents classements en Coupe du monde
Le meilleur classement général en Coupe du monde de Joël Chenal est une 22e place, obtenue en 2000.
| Année/Classement | Année/Classement | Général | Général | Descente | Descente | Super G | Super G | Géant  | Géant  | Slalom | Slalom | Combiné | Combiné |
| ---------------- | ---------------- | ------- | ------- | -------- | -------- | ------- | ------- | ------ | ------ | ------ | ------ | ------- | ------- |
| Année/Classement | Année/Classement | Class.  | Points  | Class.   | Points   | Class.  | Points  | Class. | Points | Class. | Points | Class.  | Points  |
| 1997             | 1997             | 57e     | 111     | -        | -        | -       | -       | 28e    | 40     | 26e    | 71     | -       | -       |
| 1998             | 1998             | 34e     | 290     | -        | -        | -       | -       | 19e    | 112    | 12e    | 178    | -       | -       |
| 1999             | 1999             | 41e     | 166     | -        | -        | -       | -       | 16e    | 122    | 31e    | 44     | -       | -       |
| 2000             | 2000             | 22e     | 425     | -        | -        | -       | -       | 5e     | 349    | 32e    | 76     | -       | -       |
| 2001             | 2001             | 65e     | 85      | -        | -        | -       | -       | 25e    | 81     | 54e    | 4      | -       | -       |
| 2002             | 2002             | 37e     | 207     | -        | -        | -       | -       | 9e     | 207    | -      | -      | -       | -       |
| 2003             | 2003             | 42e     | 194     | -        | -        | -       | -       | 10e    | 194    | -      | -      | -       | -       |
| 2004             | 2004             | 44e     | 187     | -        | -        | -       | -       | 8e     | 187    | -      | -      | -       | -       |
| 2005             | 2005             | 44e     | 164     | -        | -        | -       | -       | 13e    | 164    | -      | -      | -       | -       |
| 2006             | 2006             | 51e     | 137     | -        | -        | -       | -       | 17e    | 137    | -      | -      | -       | -       |
| 2007             | 2007             | 60e     | 118     | -        | -        | -       | -       | 11e    | 118    | -      | -      | -       | -       |
| 2008             | 2008             | 68e     | 104     | -        | -        | -       | -       | 21e    | 82     | 48e    | 22     | -       | -       |
| 2009             | 2009             | 82e     | 69      | -        | -        | -       | -       | 27e    | 69     | -      | -      | -       | -       |

#### Détail des victoires
Joël Chenal compte une victoire en Coupe du monde, remportée lors de la saison 1999-2000 à Alta Badia, en Italie.
| Édition / Épreuve | Slalom géant | Total |
| 2000              | Alta Badia   | 1     |
| Total             | 1            | 1     |

#### Performances générales
Joël Chenal a pris 164 départs en Coupe du monde, dont 102 en slalom géant et 62 en slalom. Il compte quatre podiums en slalom géant dont une victoire, et 30 places parmi les dix premiers dans cette discipline. En revanche, il ne s'est jamais aligné sur les épreuves de descente et de super-G.
| Résultat  | Slalom géant | Slalom | Total |
| --------- | ------------ | ------ | ----- |
| 1re place | 1            | -      | 1     |
| 2e place  | 1            | -      | 1     |
| 3e place  | 2            | -      | 2     |
| Top 10    | 30           | 7      | 37    |
| Top 30    | 76           | 20     | 96    |
| Autres    | 26           | 42     | 68    |
| Départs   | 102          | 62     | 164   |

### Championnats du monde juniors
Joël Chenal a participé à deux éditions des Championnats du monde juniors, mais n'y a obtenu aucune médaille.
| Épreuve / Édition     | Descente | Super-G | Slalom géant | Slalom |
| --------------------- | -------- | ------- | ------------ | ------ |
| Mondiaux 1991 Geilo   | 70e      | -       | -            | -      |
| Mondiaux 1992 Maribor | 38e      | 11e     | 11e          | 14e    |

### Championnats de France
Joël Chenal a participé à quinze éditions des championnats de France de ski alpin entre 1995 et 2009. Il a remporté deux titres de Champion de France de slalom géant. Il est aussi monté à cinq autres reprises sur le podium dans cette discipline, ainsi qu'une fois en slalom.
| Épreuve / Édition                    | Super-G | Slalom géant       | Slalom             |
| ------------------------------------ | ------- | ------------------ | ------------------ |
| Championnats 1995 Morzine            | -       | 11e                | 4e                 |
| Championnats 1996 Les Menuires       | 26e     | Médaille d'argent  | -                  |
| Championnats 1997 L'Alpe d'Huez      | 43e     | Médaille d'argent  | -                  |
| Championnats 1998 Serre Chevalier    | -       | Médaille d'or      | Médaille de bronze |
| Championnats 1999 La Clusaz          | -       | Médaille de bronze | 6e                 |
| Championnats 2000 Valloire           | -       | Médaille d'argent  | 11e                |
| Championnats 2001 Courchevel         | -       | 7e                 | 8e                 |
| Championnats 2002 Megève/Val-d'Isère | -       | 5e                 | Abandon            |
| Championnats 2003 Les Menuires       | 28e     | Médaille d'argent  | -                  |
| Championnats 2004 Les Carroz/Flaine  | 43e     | Abandon            | -                  |
| Championnats 2005 L'Alpe d'Huez      | -       | Abandon            | -                  |
| Championnats 2006 Courchevel         | -       | Médaille d'or      | 8e                 |
| Championnats 2007 Val Cenis          | -       | 8e                 | 5e                 |
| Championnats 2008 Auron/Isola 2000   | -       | 8e                 | 10e                |
| Championnats 2009 Lélex-Crozet       | -       | 6e                 | 12e                |

## Violences sexuelles sur mineures
En 2025, Joël Chenal est mis en cause par sept jeunes femmes pour des violences sexuelles sur mineures. Il serait intéressé uniquement par de jeunes filles de moins de 15 ans, ciblées pour leur fragilité, approchées via les réseaux sociaux, à qui il aurait tenu des propos ou adressé des photographies à caractère sexuel. Le Monde révèle que des rumeurs couraient dans le milieu du ski depuis le début des années 2000, sans aucune réaction de la fédération française de ski (FFS), en dépit de signalements. Une première plainte est classée sans suite par la justice en 2015, et Joël Chenal écope d'un simple rappel à la loi en 2016 dans le cadre d'une seconde procédure. Il quitte la FFS en 2017 sans sanction, avant de monter sa structure en 2022, dans le cadre de laquelle il continue à travailler avec des mineures. Joël Chenal admet des échanges à caractère sexuel, mais nie tout passage à l'acte.
Après ces premières révélations de Le Monde, cinq nouvelles jeunes femmes l'accusent, et une plainte pour agression sexuelle est déposée à son encontre. Il est alors suspendu provisoirement par la FFS, qui ouvre une procédure disciplinaire et indique vouloir se porter partie civile, puis interdit d'exercer,.